# シュレフ
シュレフ（アラビア語: الشلف、フランス語: Chlef）は、アルジェリアの都市。人口17万5259人（2010年）。シュレフ県の県都である。

## 概要
首都アルジェから200km西のアルジェリア北部に位置する。サッカークラブのASOシュレフと、ハシーバ・ベン・ブアーリー大学がある。ローマ帝国の要塞であるCastellum Tingitanumや、コンスタンティヌス大帝の時代に立てられたアフリカ最古のバシリカなどが残っているが、近代の歴史は1834年にフランスのトマ・ロベール・ブジョーがここにオルレアンヴィルの町を築いてからはじまる。シュレフの町はシュレフ川とTsighaout川の合流点にある。アルジェリア有数の気温の高い土地であるため、開発のペースは緩慢なものとなった。1954年9月8日から9日にかけて、70km先の震源地で起こった地震によってシュレフは当時の人口4万4000人のうち1500人の死者を出し、完全に破壊された。1962年にアスナム (Al-Asnam) と改称され、1980年にはこの町を流れるアルジェリア最長の川に由来するシュレフという名になった。

## 気候
| シュレフの気候         | シュレフの気候 | シュレフの気候 | シュレフの気候 | シュレフの気候 | シュレフの気候 | シュレフの気候 | シュレフの気候 | シュレフの気候 | シュレフの気候 | シュレフの気候 | シュレフの気候 | シュレフの気候 | シュレフの気候 |
| 月                     | 1月            | 2月            | 3月            | 4月            | 5月            | 6月            | 7月            | 8月            | 9月            | 10月           | 11月           | 12月           | 年             |
| ---------------------- | -------------- | -------------- | -------------- | -------------- | -------------- | -------------- | -------------- | -------------- | -------------- | -------------- | -------------- | -------------- | -------------- |
| 平均最高気温 °C （°F） | 15.6 (60.1)    | 17.3 (63.1)    | 19.5 (67.1)    | 22.2 (72)      | 26.9 (80.4)    | 32.3 (90.1)    | 37.3 (99.1)    | 37.1 (98.8)    | 32.9 (91.2)    | 26.5 (79.7)    | 20.2 (68.4)    | 16.0 (60.8)    | 25.32 (77.57)  |
| 日平均気温 °C （°F）   | 10.6 (51.1)    | 11.8 (53.2)    | 13.3 (55.9)    | 15.9 (60.6)    | 20.1 (68.2)    | 24.8 (76.6)    | 29.0 (84.2)    | 29.0 (84.2)    | 25.5 (77.9)    | 20.3 (68.5)    | 14.8 (58.6)    | 11.2 (52.2)    | 18.86 (65.93)  |
| 平均最低気温 °C （°F） | 5.5 (41.9)     | 6.2 (43.2)     | 7.1 (44.8)     | 9.5 (49.1)     | 13.1 (55.6)    | 17.3 (63.1)    | 20.6 (69.1)    | 20.8 (69.4)    | 18.1 (64.6)    | 14.0 (57.2)    | 9.3 (48.7)     | 6.3 (43.3)     | 12.32 (54.17)  |
| 降水量 mm （inch）     | 43.4 (1.709)   | 56.7 (2.232)   | 39.3 (1.547)   | 39.9 (1.571)   | 34.0 (1.339)   | 10.5 (0.413)   | 1.8 (0.071)    | 6.0 (0.236)    | 11.5 (0.453)   | 51.3 (2.02)    | 53.0 (2.087)   | 61.9 (2.437)   | 409.3 (16.115) |
| 出典：NOAA (1961-1990) |                |                |                |                |                |                |                |                |                |                |                |                |                |

## 交通

### 空港
- シュレフ国際空港

### 鉄道
- シュレフ駅（アルジェ-オラン線）

### 道路
- 国道A1号線 (アルジェリア)